# ميشيل فوفيل
ميشيل فوفيل (6 فبراير 1933-6 أكتوبر 2018) هو مؤرخ فرنسي متخصص في الثورة الفرنسية .
وُلِد فوفيل في غالاردون، بالقرب من شارتر، وتلقى تعليمه في مدرسة ليسيه لويس لو غراند، وليسيه هنري الرابع، وإيكول نورمال سوبريور سانت كلاود وفي جامعة باريس . اجتاز كتابه agrégation d'histoire في عام 1956 وفي عام 1963 نشر عمله الأول، وهو نسخة من كتابات مارا .
حللت أطروحة دكتوراه فوفيل عام 1971 الانخفاض في ممارسة الشعائر الدينية في بروفانس من عام 1680 إلى عام 1790. كتب مجلدًا لسلسلة "التاريخ الحديث لفرنسا المعاصرة" بعنوان La Chute de la monarchie ، 1787-1792 (1972) وفي عام 1976 أنتج Religion et Révolution: La Déchristianisation de lan II. أمضى جزءًا كبيرًا من حياته الأكاديمية في جامعة بروفانس قبل أن يتم تعيينه عام 1983 في منصب رئيس قسم تاريخ الثورة الفرنسية في جامعة باريس.
في عام 1983، أصبح ميشيل فوفيل رئيسًا للمجلس العلمي والتقني لمتحف الثورة الفرنسية. كان مرتبطًا ارتباطًا وثيقًا بالحزب الشيوعي .